# کارسباخ
کارسباخ (به آلمانی: Karsbach) یک شهر در آلمان است که در ماین-اشپسارت واقع شده‌است.